# Vincenzo Verrastro
Vito Vincenzo Verrastro (Avigliano, 6 maggio 1919 – Potenza, 9 agosto 2004) è stato un politico italiano.
È stato il primo presidente della regione Basilicata (1970 - 1982).

## Biografia
Nato il 6 maggio 1919 ad Avigliano, in provincia di Potenza, nella sua prima giovinezza frequentò assiduamente Azione Cattolica, associazione cattolica, tra le poche organizzazioni non fasciste ammesse dal regime di Benito Mussolini. Nel 1936 venne nominato presidente della Gioventù Italiana di Azione Cattolica di Avigliano.
Laureatosi in lettere all'università di Napoli nel 1944 con una tesi su Giovanni Pascoli, divenne l'anno successivo professore di Italiano e Latino presso il liceo classico Quinto Orazio Flacco di Potenza.
Nel 1948 intraprese il medesimo insegnamento presso l'Istituto Tecnico Commerciale di Potenza, di cui assunse anche la presidenza (mantenuta fino al 1958).
Alle elezioni comunali del 25-26 maggio 1952 viene eletto consigliere provinciale di Potenza e, nell'ambito del Consiglio Provinciale, gli venne conferito l'assessorato. Il 21 marzo 1958 fu eletto Presidente della provincia di Potenza, carica ricoperta fino al 1967. Con decreto del Capo dello Stato, nel 1963 fu insignita della medaglia d'oro ai benemeriti della scuola, della cultura e dell'arte.
Nel 1968 fu eletto al Senato nel collegio di Potenza per la V legislatura; venne sostituito dal senatore Antonio Bolettieri, il 14 ottobre 1970 essendosi dimesso per assumere la carica di Presidente della Regione Basilicata, carica ricoperta dal 1970 al 1982. Dopo aver lasciato tale incarico, continuò a presiedere la Deputazione di storia patria della regione (dal 1972 al 1994) nonché il Mediocredito Lucano (dal 1982).
Muore il 9 agosto 2004 a Potenza, all'età di 85 anni.

## Riconoscimenti
Nel 1986 gli fu conferito il premio LucaniaOro per la Politica, dall'Amministrazione comunale di Pomarico (MT). È stato istituito in sua memoria il premio speciale "Vincenzo Verrastro" all'interno del premio letterario "Premio Regione Basilicata".
Il 10 maggio 2008 gli vennero intitolate la piazza e la strada antistanti la sede della Regione Basilicata. Nello stesso anno è stato pubblicato il volume Del tempo e dell'eterno (Congedo Editore), che raccoglie brani tratti dai suoi diari.

## Pubblicazioni
- Vincenzo Verrastro (a cura di), Francesco Galasso e la sua poesia, Edizione S.T.E.S, 1970, SBN BRI0018317.
- Prima organizzazione politica dei cattolici nel secondo dopoguerra in provincia di Potenza, 1980, SBN BAS0263452.
- Vincenzo Verrastro, Augusto Bertazzoni: un lombardo vescovo in Basilicata, 1980, SBN BRI0018607.
- Viaggio in Israele, Potenza, tip. Zafarone e Di Bello, 1982, SBN BAS0157077.
- Valeria Verrastro (a cura di), Vincenzo Verrastro: fede, cultura, politica. Atti delle Giornate in ricordo di Vincenzo Verrastro., Avigliano, 6-7 novembre 2009, ISBN 9788890472596.